# Куала-Лумпур (аеропорт)
Міжнародний аеропорт «Куала-Лумпур» (KLIA) — головний міжнародний аеропорт Малайзії і один з головних аеропортів Південно-Східної Азії, розташований приблизно в 45 кілометрах від центру малайзійського міста Куала-Лумпур; заснований 1998. Замінив старий Аеропорт Султан Абдул Азіз Шах що служив головним столиці з 1965 по 1998 роки, а зараз має тільки внутрішні пасажирські рейси.
Аеропорт має можливість обслуговувати 70 мільйонів пасажирів і 1,2 мільйона тонн вантажів на рік.
Керування аеропотром здійснює Malaysia Airports (MAHB). Аеропорт є вузловим центром для Malaysia Airlines, MASCargo, AirAsia, AirAsia X, Malindo Air і Департаменту цивільної авіації (DCA).

## Галерея

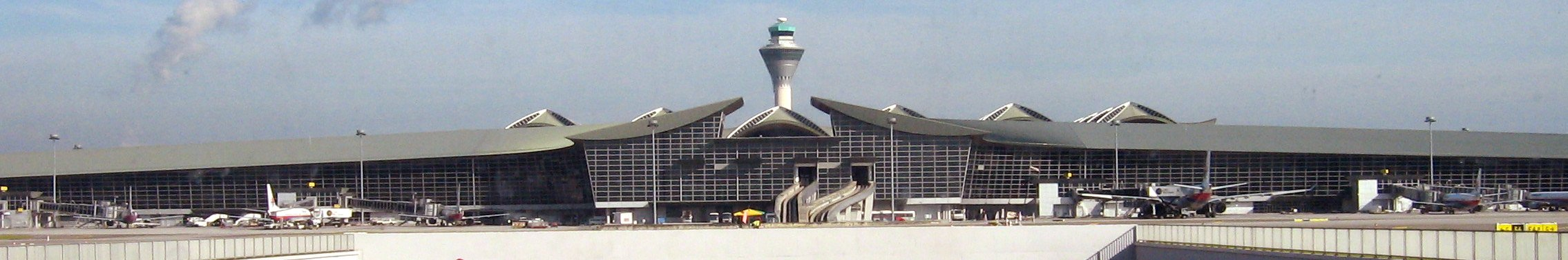
Панорамний вид на будівлю терміналу

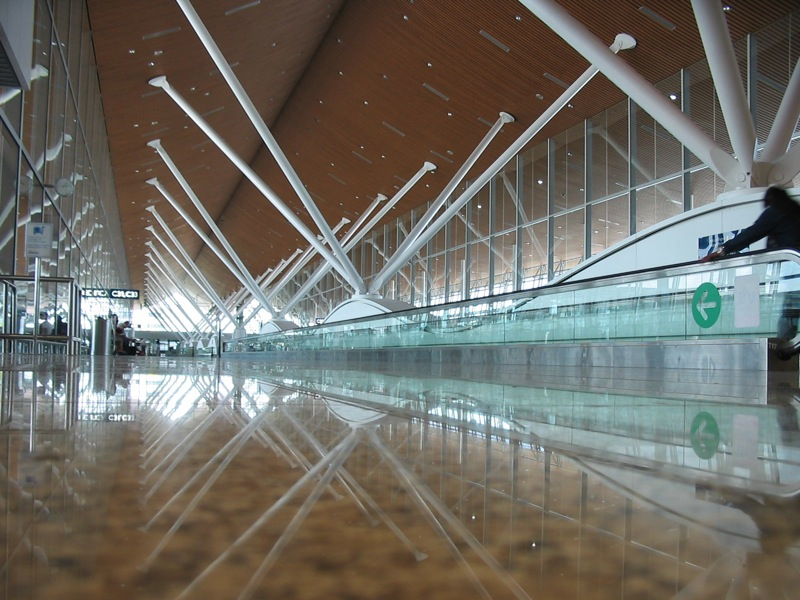
Супутниковий термінал
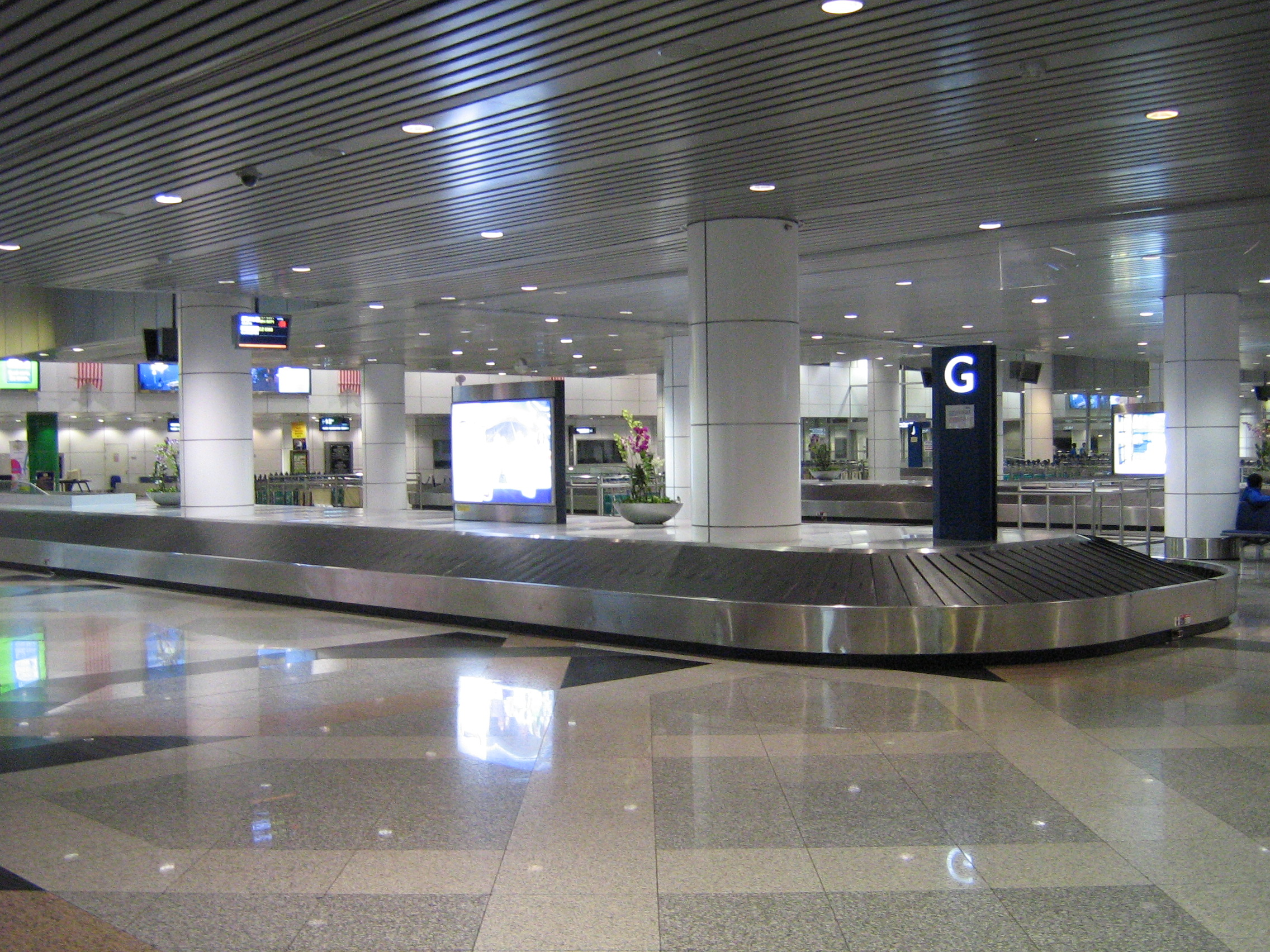
Місце видачі багажу